# تي في آر 390 أس أي
تي في آر 390 أس أي (بالإنجليزية: TVR 390SE)‏ هي سيارة من تصنيع شركة تي في آر.